# راي تشابيل
راي تشابيل (بالإنجليزية: Ray Chappell)‏ هو سياسي أسترالي، ولد في 11 سبتمبر 1942. انتخب عضو الجمعية التشريعية نيو ساوث ويلز.